# Mateusz Zachara
Mateusz Zachara (Częstochowa, 27 maart 1990) is een Pools voetballer die bij voorkeur als aanvaller speelt. Hij stond als laatst onder contract bij het Bosnische NK Široki Brijeg.

## Spelerscarrière
Zachara begon zijn loopbaan bij Raków Częstochowa uit zijn geboortestad in 2008, uitkomend in de II liga. Na 85 wedstrijden tekende hij in 2011 een contract bij Górnik Zabrze in de Ekstraklasa, de hoogste Poolse voetbaldivisie. Hij tekende voor drieënhalf jaar. Na een wedstrijd te hebben gespeeld werd hij echter in juli 2011 uitgeleend aan GKS Katowice. Voor de Zuid-Poolse club kwam hij in een seizoen zeven keer tot scoren. Na zijn terugkeer bij Górnik in 2012 speelde Zachara nog drie jaar bij de club. In de wintertransferperiode van 2015 werd hij verkocht aan het Henan Jianye FC uit Zhengzhou, China, uitkomend op het hoogste Chinese niveau. Hij tekende een contract tot 2018. In de zomerstop na seizoen 2015/16 keerde Zachara terug naar Polen en verbond hij zich aan Wisła Kraków. Na een vol seizoen in de ploeg van Wisła, tekende Zachara in Portugal bij CD Tondela. Hier kwam hij echter nauwelijks aan spelen toe en daarom duurde het Portugese avontuur slechts een half jaar. Zachara keerde terug naar zijn jeugdteam Raków. In 2019 tekende hij bij FK Pohronie in Slowakije. In augustus 2020 werd hij gecontracteerd door FK Železiarne Podbrezová. In januari 2021 tekende Zachara voor een half jaar bij het Bosnische NK Široki Brijeg.

## Interlandcarrière
Zachara speelde zijn eerste interland voor Polen op 18 januari 2014 tegen Noorwegen.
| Interlands van Mateusz Zachara voor Polen | Interlands van Mateusz Zachara voor Polen | Interlands van Mateusz Zachara voor Polen | Interlands van Mateusz Zachara voor Polen | Interlands van Mateusz Zachara voor Polen | Interlands van Mateusz Zachara voor Polen |
| No.                                       | Datum                                     | Wedstrijd                                 | Uitslag                                   | Competitie                                |                                           |
| Als speler van Górnik Zabrze              | Als speler van Górnik Zabrze              | Als speler van Górnik Zabrze              | Als speler van Górnik Zabrze              | Als speler van Górnik Zabrze              | Als speler van Górnik Zabrze              |
| ----------------------------------------- | ----------------------------------------- | ----------------------------------------- | ----------------------------------------- | ----------------------------------------- | ----------------------------------------- |
| 1                                         | 18 januari 2014                           | Noorwegen – Polen                         | 0 – 3                                     | Vriendschappelijk                         |                                           |
| 2                                         | 20 januari 2014                           | Moldavië – Polen                          | 0 – 1                                     | Vriendschappelijk                         |                                           |